# Под игото (филм, 1952)
Вижте пояснителната страница за други значения на Под игото.
„Под игото“ е български игрален филм (исторически, драма) от 1952 година на режисьора Дако Даковски. Сценарият е на Георги Крънзов и Павел Спасов и се основава на романа „Под игото“ на Иван Вазов. Оператор е Бончо Карастоянов. Художници  са Георги Попов и Стоян Сотиров. Музиката във филма е композирана от Филип Кутев.
Главните роли се изпълняват от Мирослав Миндов, Лили Попиванова, Петко Карлуковски, Васил Кирков.
Филмът е първата мащабна продукция на държавната Българска кинематография, а режисьорът получава за него Димитровска награда.

## Сюжет
Действието се развива през 1875 – 1876 година в няколко селища в Подбалкана, район, участвал активно в Априлското въстание. В градчето Бяла черква се завръща след бягство от Диарбекир Иван Кралича (в ролята Мирослав Миндов), който малко по-късно е назначен за учител под името Бойчо Огнянов. Първата му обществена проява е по време на публичен изпит, при който ученичките на Рада Госпожина (Лили Попиванова) се притесняват от заплетените въпроси на гърчеещия се Кириак Стефчов (Ганчо Ганчев) – Огнянов се намесва и помага на момичетата.
Доктор Соколов (Васил Кирков) и Огнянов организират хората в таен комитет за вдигане на въстание. Представителя на Клисура – Боримечката (Петко Карлуковски), се среща с Огнянов и му обещава подкрепа. От Кириак Стефчов турците разбират, че Огнянов е Иван Кралича. Отиват да го арестуват в църквата, откъдето по време на служба той се измъква с помощта на Колчо слепеца (Константин Кисимов).
На седянка в дядо Стойковата къща в Клисура моми и ергени се веселят. В същото време в мазето Огнянов оповестява датата на въстанието. Подготовката на въстанието е в пълен ход. Рада и Бойчо си дават клетва за обич. Извършено е предателство и въстанието избухва по-рано. Клисура и Бяла черква горят. Въстанието е жестоко потушено. Русия обявява война на Турция и руските войски заедно с българските опълченци освобождават България. Народът въсторжено посреща победителите и празнува дългоочакваната свобода.

### Разлики с книгата
Сценаристите Георги Кранзов и Павел Спасов подхождат свободно към текста на романа и добавят или премахват значителни елементи от повествованието с цел да засилят героичния патос на филма и да вплетат в сюжета изгодни за пропагандата на режима моменти. Сцените със смъртта на Бойчо Огнянов и Рада Госпожина са премахнати, а финалът с обесването на Мунчо е заменен с възторжено посрещане на руските войски по време на Руско-турската война. Самият Огнянов е представен като представител на Централния революционен комитет. Добавени са нови сцени на мобилизация на башибозуци и масови сражения.
Сценарият на филма вмъква в сюжета липсващи в романа елементи, които приписват на въстанието частично класов характер, като въстанническия трибунал осъжда на смърт чрез разстрел турски благородници и оправдава "мирните турски селяни", докато в романа е разстрелян за шпионаж клисурския циганин Мехмет, процесът е наречен "Народен съд", оправдавайки по този начин комунистическата разправа с елита на България и изявени български родолюбци седем години преди това, чорбаджиите са представени в значително по-отрицателна светлина, премълчавайки, и че самият Огнянов е чорбаджийски син, заради политиката на държавен атеизъм поп Ставри и игумен Натанаил отсъстват, както и любовния триъгълник между Бойчо Огнянов, Кандов и Рада Госпожина. Първият въпрос, който задава Кириак Стефчов докато изпитва ученичките на Рада Госпожина в женското училище е свързан с Църковната борба, принизявайки Екзархията като "създадена по волята на Високата порта". Добавени са сцени, показващи антиевропейски настроения сред българите и подкрепа на европейците за османските власти, а Русия е описана като единствен съюзник на въстаниците, въпреки че в частта на романа, чието действие се развива след потушаването на въстанието, Огнянов изразява надежда за намеса и от страна на другите Европейски Велики сили и съчувствието на другите християнски страни на континента. Рада загива в бой с оръжие в ръка, докато в романа е убита от рикоширал куршум, докато е в безсъзнание в изоставената воденица.

## Продукция
„Под игото“ е първата мащабна продукция на държавната Българска кинематография и комунистическото правителство влага в нея значителни средства, разчитайки на пропаганден ефект. Режисурата е възложена на Дако Даковски, бивш партизанин, който учи във Всесъюзния държавен институт по кинематография в Москва и представя филма като своя дипломна работа там. В продукцията участват съветски специалисти, а консултант на режисьора е Сергей Василиев, един от режисьорите на известния пропаганден филм „Чапаев“. По това време Василиев прави огледи на места за снимки на заснетата малко по-късно съветско-българска копродукция „Героите на Шипка“.
Участие в „Под игото“ взимат много от известните по това време театрални актьори, почти всички студенти във Висшето театрално училище, жители на селата, в които се снима, както и военни части, включително кавалерийски. Сред статистите е и шестгодишната бъдеща певица Силви Вартан, според която именно участието във филма я подтиква към сценичната кариера.
Композитор на филма е Филип Кутев, а музиката се изпълнява от Софийската филхармония и от оглавявания от него Държавен ансамбъл за песни и танци. Участници в ансамбъла са основната част от статистите в сцената със седянката.
Външните снимки на филми са направени в Копривщица, както и в района на Троянския манастир и средногорското село Петрич.

## Състав

### Актьорски състав
| Роля                       | Изпълнител                                                                  |
|                            | В ролите                                                                    |
| -------------------------- | --------------------------------------------------------------------------- |
| Иван Кралича/Бойчо Огнянов | Мирослав Миндов                                                             |
| Рада Госпожина             | Лили Попиванова                                                             |
| Иван Боримечката           | Петко Карлуковски                                                           |
| доктор Соколов             | Васил Кирков                                                                |
| чорбаджи Юрдан             | Народен артист Петър Димитров                                               |
| Кириак Стефчов             | Ганчо Ганчев                                                                |
| Тосун бей                  | Стефан Пейчев                                                               |
| бай Марко                  | Заслужил артист Никола Попов                                                |
| Колчо Слепеца              | Народен артист Константин Кисимов                                           |
| Марин Въглищаря            | Народен артист Иван Димов                                                   |
| Кандов                     | Георги Раданов                                                              |
| Мичо Бейзедето             | Петър Василев                                                               |
| Калчо Букчето              | Стефан Петров                                                               |
| Стоян Воденичаря           | Стефан Великов                                                              |
| дякон Викенти              | Апостол Карамитев                                                           |
| Марийка                    | Иванка Милева                                                               |
| Петър Овчаров              | Иван Тонев                                                                  |
| Стайка Чонина              | Катя Чукова                                                                 |
| дядо Стойко                | Евтим Вълков                                                                |
|                            | Участват още                                                                |
|                            | Народен артист Петко Атанасов                                               |
| калугерката                | Заслужила артистка Елена Хранова                                            |
|                            | Заслужил артист Борис Ганчев                                                |
|                            | Заслужил артист Никола Балабанов                                            |
|                            | Заслужил артист Асен Камбуров                                               |
|                            | Цветана Николова                                                            |
|                            | Димитър Пешев                                                               |
|                            | Любен Калинов                                                               |
|                            | Енчо Тагаров                                                                |
|                            | Стефан Сърбов                                                               |
| Панайот Волов              | Рачко Ябанджиев                                                             |
|                            | Борис Сарафов                                                               |
| Георги Бенковски           | Дако Даковски (не е посочен в надписите на филма)                           |
| ученичка на Бойчо и Рада   | Силви Вартан (не е посочена в надписите на филма)                           |
| слугата на Пехливан ага    | Иван Обретенов (не е посочен в надписите на филма)                          |
| селянин                    | Георги Калоянчев (не е посочен в надписите на филма)                        |
| селянин                    | Георги Георгиев – Гец (в масовите сцени; не е посочен в надписите на филма) |
|                            | Димитър Бочев – Бочката (не е посочен в надписите на филма)                 |
| селянин                    | Николай Дойчев (не е посочен в надписите на филма)                          |

В масовите сцени участват студенти и студентки от Д.В.Т.У. „Кръстьо Сарафов“, бойци и офицери от народната армия, население от Троянско, Копривщица и село Средногорец.

### Творчески и технически екип
| Режисьор                            | Дако Даковски                                                        |
| Сценарий                            | Павел Спасов Георги Крънзов                                          |
| Оператор                            | Бончо Карастоянов                                                    |
| Музика                              | Заслужил артист Филип Кутев                                          |
| Звукооператор                       | Димитър Стефанов                                                     |
| Художници                           | Георги Попов Заслужил художник Стоян Сотиров                         |
| Втори режисьор                      | Продан Ортодоксиев                                                   |
| Втори оператор                      | Константин Янакиев                                                   |
| Асистент-режисьор                   | Александър Благоев                                                   |
| Асистент-оператор                   | Емануил Пангелов                                                     |
| Монтаж                              | Катя Василева                                                        |
| Грим                                | Анатоли Иванов Ценко Бояджиев                                        |
| Музиката се изпълнява от            | Оркестър на Софийската държавна филхармония Диригент: Васил Стефанов |
| Песните изпълняват                  | Държавен ансамбъл за песни и танци и радиохорът                      |
| Художествен ръководител на студията | Слав Славов                                                          |
| Консултанти:                        | Полковник Йоно Митев Майор Борис Чолпанов                            |
| Директор на продукцията             | Александър Христов                                                   |
| Производство                        | Българска кинематография Студия за игрални филми /Copyright © 1952/  |